# Supercupa Islandei
Supercupa Islandei (islandeză Meistarakeppni karla) este competiția fotbalistică de supercupă anuală din Islanda, disputată anual între campioana din Úrvalsdeild și câștigătoarea Islandei.
Cea mai glorioasă echipă a competiției este Valur cu un total de 8 trofee la activ.

## Ediții
| An   | Campioana Úrvalsdeild | Scor            | Câștigătoarea Islandei |
| ---- | --------------------- | --------------- | ---------------------- |
| 1969 | KR                    | 4 - 2 3         | ÍBV                    |
| 1970 | Keflavík              | 2 - 1 4         | ÍBA                    |
| 1971 | Keflavík              | 0 - 5 6         | Fram                   |
| 1972 | Keflavík              | 2 - 0 7         | ÍBV                    |
| 1973 | Keflavík              | 2 - 1 6         | ÍBV                    |
| 1974 | Valur                 | 0 - 0 6         | Fram                   |
| 1975 | ÍA                    | 1 - 3 7         | Keflavík               |
| 1976 | ÍA                    | 0 - 2 5         | Keflavík               |
| 1977 | Valur                 | 2 - 1 5 8       | Fram                   |
| 1978 | ÍA                    | 1 - 1 5         | Valur                  |
| 1979 | Valur                 | 3 - 0 7         | Keflavík               |
| 1980 | ÍBV                   | 0 - 0 (4 - 3) 2 | Fram                   |
| 1981 | Valur                 | 0 - 1           | Fram                   |
| 1982 | Víkingur R.           | 2 - 0           | ÍBV                    |
| 1983 | Víkingur R.           | 2 - 0           | ÍA                     |
| 1984 | ÍA                    | 1 - 2 8         | ÍBV                    |
| 1985 | ÍA                    | 2 - 3 8         | Fram                   |
| 1986 | Valur                 | 1 - 2           | Fram                   |
| 1987 | Fram                  | 0 - 2           | ÍA                     |
| 1988 | Valur                 | 4 - 3           | Fram                   |
| 1989 | Fram                  | 3 - 1           | Valur                  |
| 1990 | KA                    | 1 - 0           | Fram                   |
| 1991 | Fram                  | 1 - 2           | Valur                  |
| 1992 | Víkingur R.           | 1 - 3           | Valur                  |
| 1993 | ÍA                    | 1 - 2           | Valur                  |
| 1994 | ÍA                    | 4 - 2 8         | Keflavík               |
| 1995 | ÍA                    | 5 - 0           | KR                     |
| 1996 | ÍA                    | 1 - 3           | KR                     |
| 1997 | ÍA                    | 3 - 5 8         | ÍBV                    |
| 1998 | ÍBV                   | 1 - 3           | Keflavík               |
| 1999 | ÍBV                   | 2 - 1 8         | Leiftur                |
| 2003 | KR                    | 2 - 1           | Fylkir                 |
| 2004 | KR                    | 0 - 3           | ÍA                     |
| 2005 | FH                    | 2 - 0           | Keflavík               |
| 2006 | FH                    | 0 - 1           | Valur                  |
| 2007 | FH                    | 1 - 0           | Keflavík               |
| 2008 | Valur                 | 2 - 1           | FH                     |
| 2009 | FH                    | 3 - 1           | KR                     |
| 2010 | FH                    | 1 - 0           | Breiðablik             |
| 2011 | Breiðablik            | 0 - 3           | FH                     |
| 2012 | KR                    | 2 - 0 8         | FH                     |
| 2013 | FH                    | 3 - 1           | KR                     |

1 - After Extra Time

2 - Penalties

3 - Four matches were played between the two teams. The first finished 1-1, the second 3-0 to KR and the third (listed above) decided the title, with KR winning 4-2. The fourth match then finished 6-1 to KR.

4 - ÍBA (later split into Þór A. and KA) and Keflavík played four matches for the title, twice home and twice away. The first two matches finished 2-0 to the away team with things tied. The third match finished 1-1, with the teams yet tied, and so the fourth match (listed above) decided the title, when Keflavík won 2-1 in Keflavík.

5 - Three teams played each other home and away, the deciding match between teams number 1 and 2 is listed.

6 - Three teams played each other home and away, the deciding match between teams number 1 and 2 is listed. The league champions were third that year (ÍA in 1971, Fram in 1973 and Keflavík in 1974).

7 - Three teams played each other home and away, the deciding match between teams number 1 and 2 is listed. The cup champions were third that year (Víkingur R. in 1972, Valur in 1975 and ÍA in 1979).

8 - The league champions also won the cup.

## Performanțe pe echipe
| Echipa      | Trofee | Finale | Anii trofeelor                                 | Anii finalelor                                 |
| ----------- | ------ | ------ | ---------------------------------------------- | ---------------------------------------------- |
| Valur       | 8      | 5      | 1977, 1979, 1988, 1991, 1992, 1993, 2006, 2008 | 1974, 1978, 1981, 1986, 1989                   |
| Fram        | 6      | 6      | 1971, 1974, 1981, 1985, 1986, 1989             | 1977, 1980, 1987, 1988, 1990, 1991             |
| Keflavík    | 6      | 5      | 1970, 1972, 1973, 1975, 1976, 1998             | 1971, 1979, 1994, 2005, 2007                   |
| FH          | 6      | 3      | 2005, 2007, 2009, 2010, 2011, 2013             | 2006, 2008, 2012                               |
| ÍA          | 5      | 8      | 1978, 1987, 1994, 1995, 2004                   | 1975, 1976, 1983, 1984, 1985, 1993, 1996, 1997 |
| ÍBV         | 4      | 5      | 1980, 1984, 1997, 1999                         | 1969, 1972, 1973, 1982, 1998                   |
| KR          | 4      | 4      | 1969, 1996, 2003, 2012                         | 1995, 2004, 2009, 2013                         |
| Víkingur R. | 2      | 1      | 1982, 1983                                     | 1992                                           |
| KA          | 1      | 0      | 1990                                           |                                                |
| Breiðablik  | 0      | 2      |                                                | 2010, 2011                                     |
| ÍBA         | 0      | 1      |                                                | 1970                                           |
| Leiftur     | 0      | 1      |                                                | 1999                                           |
| Fylkir      | 0      | 1      |                                                | 2003                                           |